# Alain de Laval
Marie Alain Jean de Lacoste de Laval, dit Alain de Laval, né au Mans le 19 octobre 1880 et mort à Paris le 4 septembre 1945, est un officier de cavalerie et un dirigeant d’entreprise français.
Son nom est attaché à la fin de l’équipée de la bande à Bonnot avant la guerre de 1914-1918 et à l’exploitation des autochenilles et autocars du constructeur automobile Citroën dans l'entre-deux guerres.

## Biographie
Issu d’une famille originaire de Nespouls, en Corrèze, Alain de Laval passe son enfance entre Le Mans, Lorient et Angoulême en France, Constantine, Miliana et Blida en Algérie, au gré des garnisons de son père officier d’infanterie, avant de s’engager dans l’armée en 1899.

### Crue de la Seine de 1910
Jeune lieutenant au 23e régiment de dragons, Alain de Laval se signale par son dévouement au service de la population sinistrée lors de la crue de la Seine de 1910, qui lui vaut l’attribution d’une médaille pour acte de courage et de dévouement (argent, 2e classe). Le journal Le Corrézien mentionne cette distinction honorifique dans son édition du 6 août 1910.

### Fin de l'équipée de la bande à Bonnot

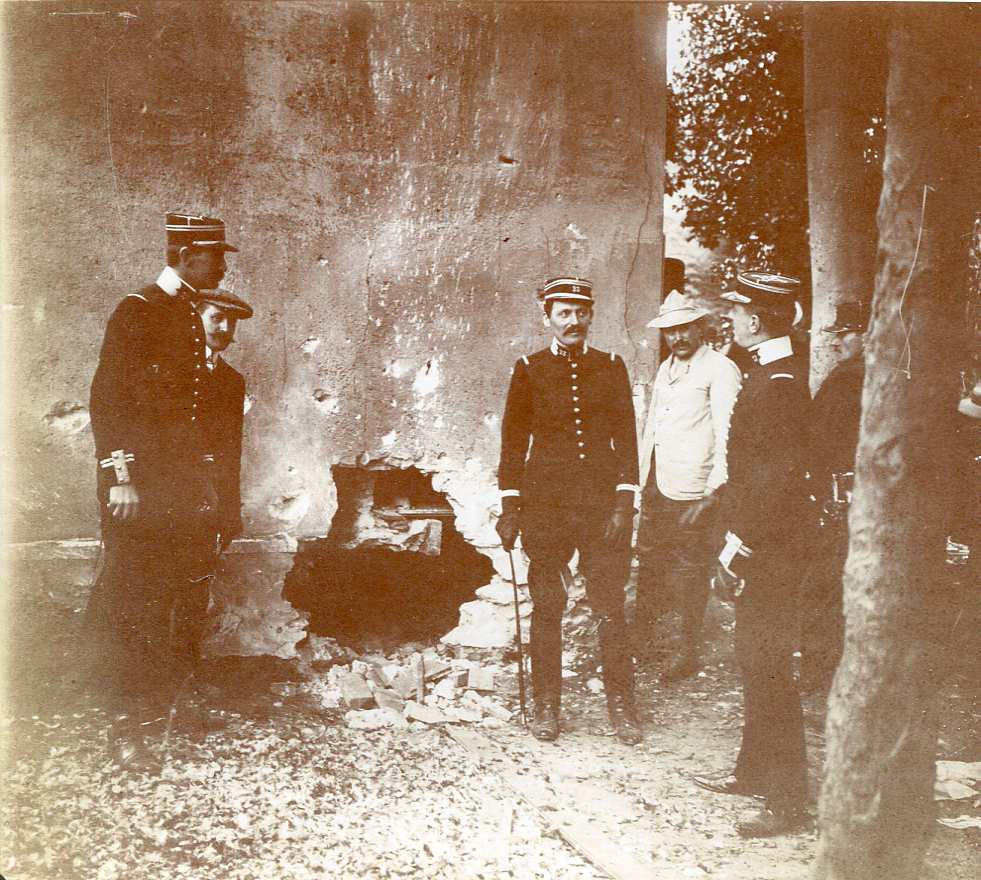
Le lieutenant Alain de Laval entouré des lieutenants Henry de Noüe et Lemonnier - Nogent-sur-Marne, 15 mai 1912.

Le lieutenant Alain de Laval se distingue en 1912 par sa prise d’initiative lors du siège improvisé du repaire de Nogent-sur-Marne dans lequel sont retranchés Octave Garnier et René Valet, les deux derniers membres de la bande à Bonnot encore en cavale. Il est l’un des « deux lieutenants » qui « courent des dangers sérieux » en « plaçant 25 pétards de mélinite » selon le rapport adressé par le directeur de la police municipale Georges Touny au préfet de police de Paris.
L’édition de L’Intransigeant du 16 mai 1912 relate :
«...Une première bombe fut préparée par trois officiers, les lieutenants de Noue et de Laval, du 23e dragons, en garnison à Vincennes, et le lieutenant Lemonnier, du 1er zouaves. Elle fut composée de treize pétards réglementaires de mélinite que l’on avait demandés au fort de Nogent, d’un détonateur et d’un cordon Bickford. Cette bombe fut portée au bout d’une perche par les lieutenants de Noue et de Laval. Elle fit long feu... Douze pétards furent joints aux treize premiers... Les deux officiers allèrent de nouveau porter la bombe... On fit de nouveau passer l’électricité. Alors eut lieu l’explosion si violente qu’elle brisa toutes les vitres aux environs et éteignit toutes les torches que M. Touny fit rallumer... ».
Son sang-froid au cours de cette nuit très médiatisée par la presse lui vaut une nouvelle médaille pour acte de courage et de dévouement (or, 1re classe).

### Société d'exploitation d'autos chenilles [sic] et Rapides de Bourgogne
Le capitaine Alain de Laval accomplit la Première Guerre mondiale dans le 32e régiment de dragons et se voit, avec deux citations, décoré de la croix de guerre.

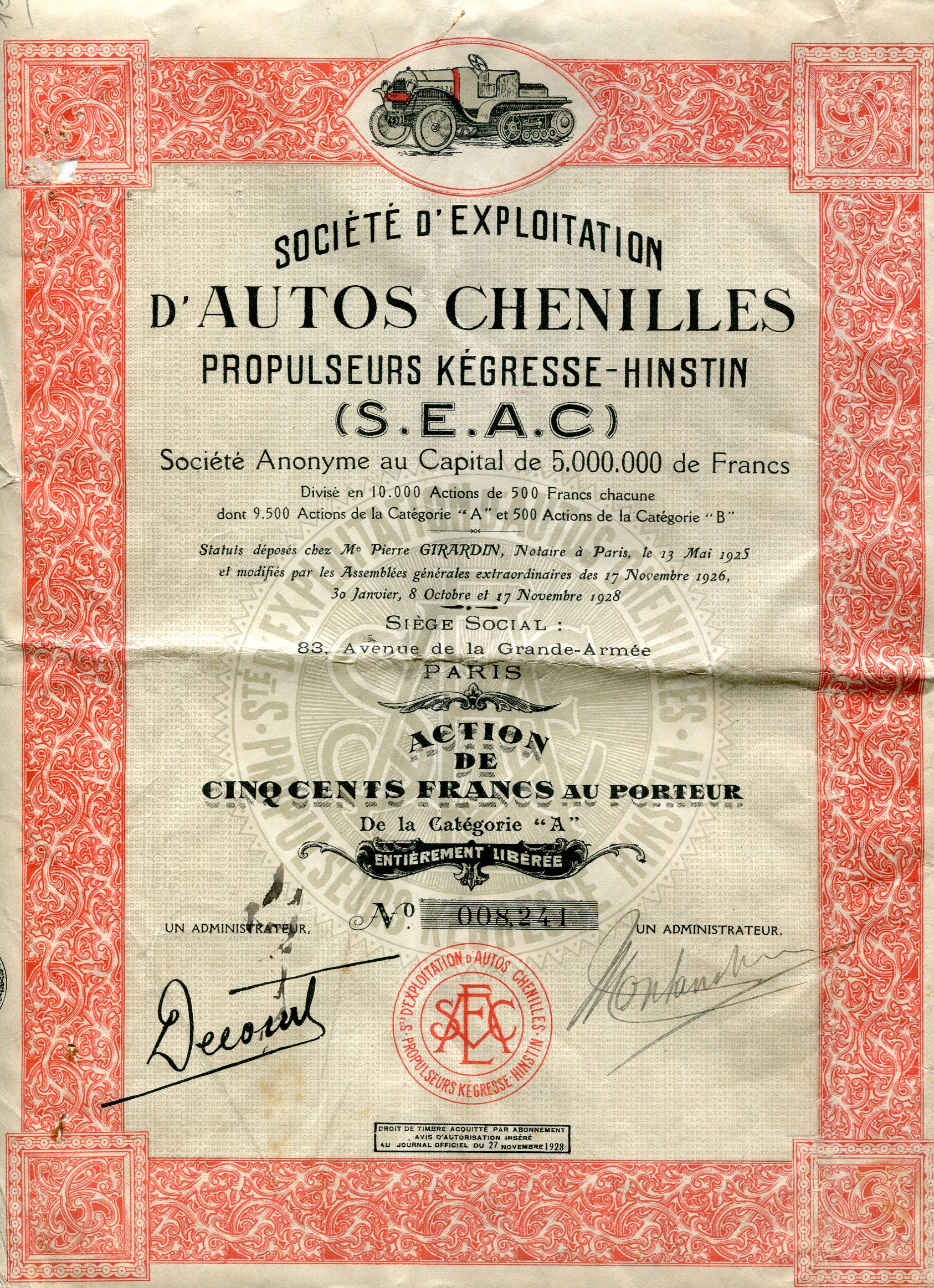
Titre au porteur SEAC, 1928

Il épouse Henriette de Jaurias, née Bove (1892-1972), en 1923 et, démobilisé en 1925, entre au service de la Compagnie générale de construction de locomotives (Batignolles-Châtillon) à Nantes.
En 1927, il prend la direction de la SEAC, Société d’exploitation d'autos chenilles [sic], cofondée avec son ami Henri Decourt, ancien officier de cavalerie comme lui, signataire des actions au porteur de la société. La SEAC exploite plus de 200 tracteurs de péniches Citroën à propulseur Kégresse-Hinstin sur les canaux de France et de Belgique.
En 1934, il prend la direction opérationnelle des Rapides de Bourgogne, société de transport par autocar cofondée avec Henri Decourt dans le cadre d’une concession négociée avec la filiale Transports du constructeur automobile Citroën.
Il développe l’entreprise dont le maillage territorial s’étend rapidement à d’autres régions avec les Rapides de Touraine, du Poitou, du sud-est. Le parc compte près de 150 véhicules en 1939, des Citroën C6 G1 2 tonnes de 22 places. Il y recrute le mécanicien André Cécillon, qui avait participé à la croisière jaune de 1931.
Lorsqu’éclate la Seconde Guerre mondiale en 1939, il est mobilisé avec le grade de lieutenant-colonel et bénéficie d’une affectation spéciale aux Rapides. En 1940, devant l’avancée allemande, il prévient une réquisition de la flotte d’autocars de l’entreprise par l’ennemi en la faisant converger et stationner sur le domaine du château de L’Epine, lieu de villégiature de la famille à Antigny dans la Vienne. En 1941, il conjure la pénurie généralisée de carburant en convertissant les véhicules au gazogène.
Le lieutenant-colonel Alain de Laval meurt en 1945 quelques mois après la disparition de son fils aîné Hugues, mort pour la France en Allemagne le 26 avril 1945. Il est Inhumé au cimetière de Monceaux-sur-Dordogne.

## Distinctions
- Officier de la Légion d’Honneur[20]
- Croix de guerre 1914-1918